# Debit spread
Debit spread – strategia opcyjna polegająca na zajęciu pozycji w dwóch lub więcej opcjach tego samego typu (np. w dwóch lub więcej opcjach kupna lub w dwóch lub więcej opcjach sprzedaży), przy czym nabywana opcja ma wyższą premię, podczas gdy sprzedawana opcja charakteryzuje się niższą premią. Do strategii debit spread można zaliczyć skonstruowaną na podstawie opcji kupna lub sprzedaży strategię byka, strategię niedźwiedzia czy strategię motyla. 

## Maksymalny zysk inwestora
Maksymalny zysk równy jest różnicy pomiędzy cenami wykonania opcji minus różnica premii opcyjnych. Jest on osiągnięty, jeśli obydwie opcje są in-the-money.

## Maksymalna strata inwestora
Maksymalna strata równa jest różnicy pomiędzy premiami opcyjnymi. Jest ona osiągnięta, jeśli obydwie opcje są out-of-the-money.

## Przykład zastosowania strategii debit spread (byka)
Inwestor kupuje opcję kupna akcji spółki XYZ z ceną wykonania 100 zł za 5 zł i jednocześnie sprzedaje opcję kupna akcji spółki XYZ z ceną wykonania 105 zł za 3 zł. Termin wykonania obu opcji jest taki sam. Początkowy koszt strategii wynosi 5 zł – 3 zł = 2 zł (tzw. debit spread). W zależności od tego jak będzie kształtował się kurs akcji spółki XYZ w dniu wykonania opcji zysk / strata inwestora będą kształtowały się w następujący sposób:
{\displaystyle K_{t}} – kurs akcji spółki XYZ w dniu wykonania opcji
| Zakres cen akcji              | Zysk / strata                                                                                        |
| ----------------------------- | --- |
|                               | -2                                                                                                   |
| {\displaystyle 100<K_{t}<105} | {\displaystyle K_{t}-102} w zależności od kursu akcji zysk / strata będą zawarte w przedziale (-2;3) |
|                               | 3 |